# Peperomia paradoxa
Peperomia paradoxa är en pepparväxtart som beskrevs av Friedrich Ludwig Diels. Peperomia paradoxa ingår i släktet peperomior, och familjen pepparväxter. Inga underarter finns listade i Catalogue of Life.